# Portas de Benfica

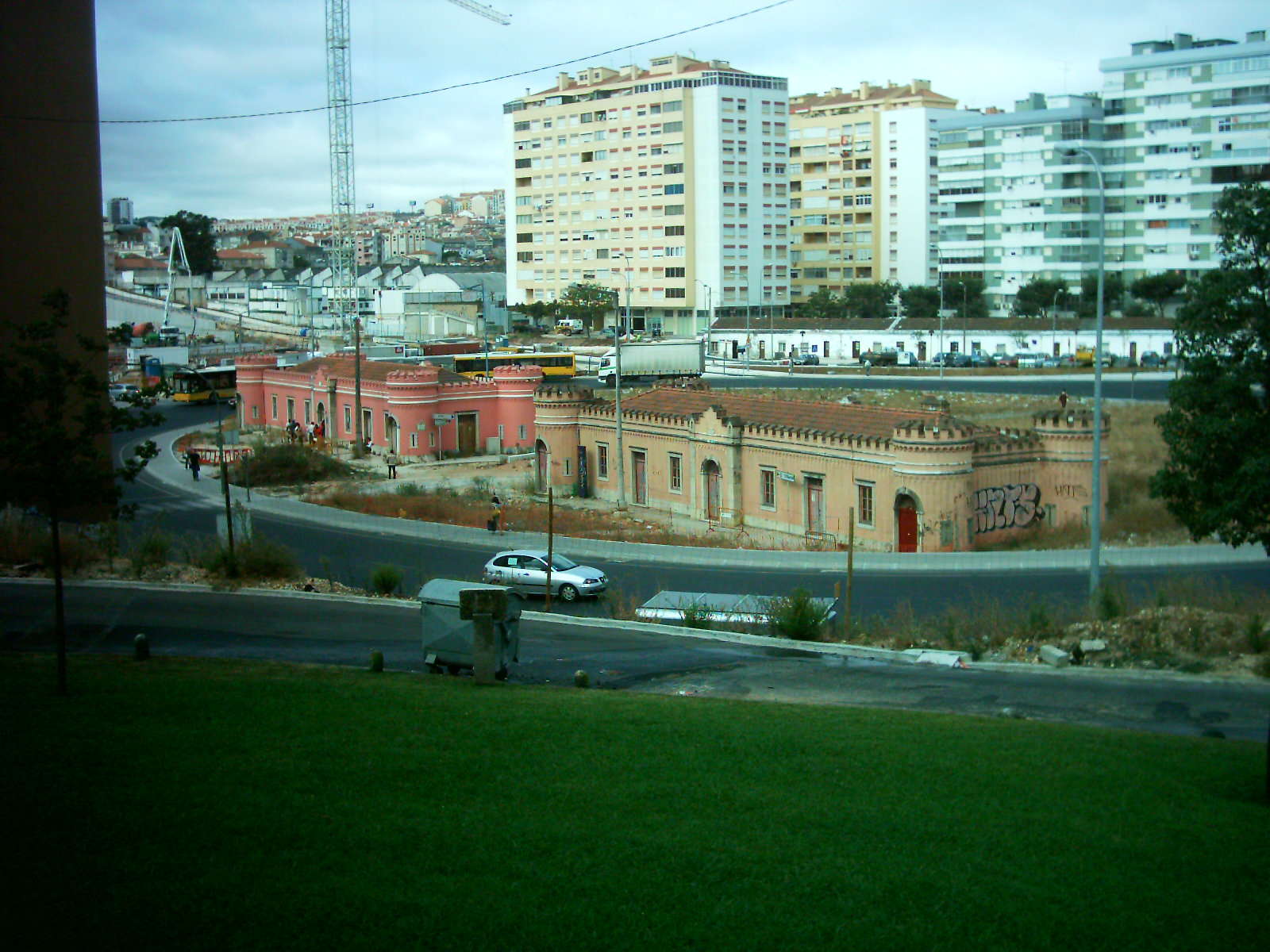
Die Portas de Benfica im Jahr 2010 während des Baus des CRIL-Tunnels unter den Gebäuden

Die Portas de Benfica sind ein Ensemble von zwei ehemaligen Zollhäuschen in der Stadtgemeinde Benfica der portugiesischen Hauptstadt Lissabon.

## Geschichte
Die Portas de Benfica liegen am Ende der Estrada da Benfica, die der historische Straßenweg in Richtung Nordwesten ist, an der Grenze zwischen der Stadt Lissabon und dem Kreis Amadora. Im 19. Jahrhundert waren sie einer von 26 Einlässen in die Stadt. Bis 1892 war in ihnen ein Steuerposten untergebracht, der die Grenze des Steuerdistrikts Lissabon definierte.
Als eines der wenigen Gebäude überstanden die Portas de Benfica die unkontrollierte Siedlungsexpansion in diesem Teil der Stadt, verfielen jedoch zusehends. Am 7. Dezember 1996 leitete der Eigentümer, das portugiesische Finanzministerium, die Renovierung ein.
Nach deren Abschluss dient das nördliche Gebäude der Associação da Comunidade de São Tomé e Príncipe und dem Orquestra da Felicidade als Sitz. Im südlichen Gebäude hat die Gemeindeverwaltung Benfica 2001 das Informationszentrum Em Cada Rosto Igualdade untergebracht.
Die Portas de Benfica sind Verkehrsknotenpunkt. Hier treffen die Buslinien der Carris in Lissabon auf die Linien der Vimeca in den Kreisen Oeiras, Amadora und Sintra.